# Natri hexanitritocobaltat(III)
Natri hexanitritocobaltat(III) là một phức chất phối trí có công thức Na3[Co(NO2)6]. Anion của muối màu vàng này bao gồm một nguyên tử coban(III) trung tâm và 6 phối tử nitrit. Nó dùng làm thuốc thử định tính cho ion kali và amoni (với điều kiện là các cation khác không có mặt). Dù muối natri tan được trong nước, các muối của kali và amoni lại không tan mà kết tủa rắn màu vàng.

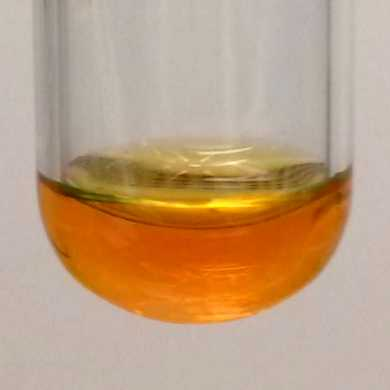
Na_{3}Co(NO_{2})_{6} (aq).

Natri hexanitritocobanat(III) hình thành cơ sở của phép định lượng kali. Mặc dù dưới điều kiện phản ứng cho phép muối kép không tan, K2NaCo(NO2)6.H2O kết tủa và được cân khối lượng. Ngoài ra ion tali(I) có thể được xác định nhờ kết tủa Tl3Co(NO2)6.